# Созерцание

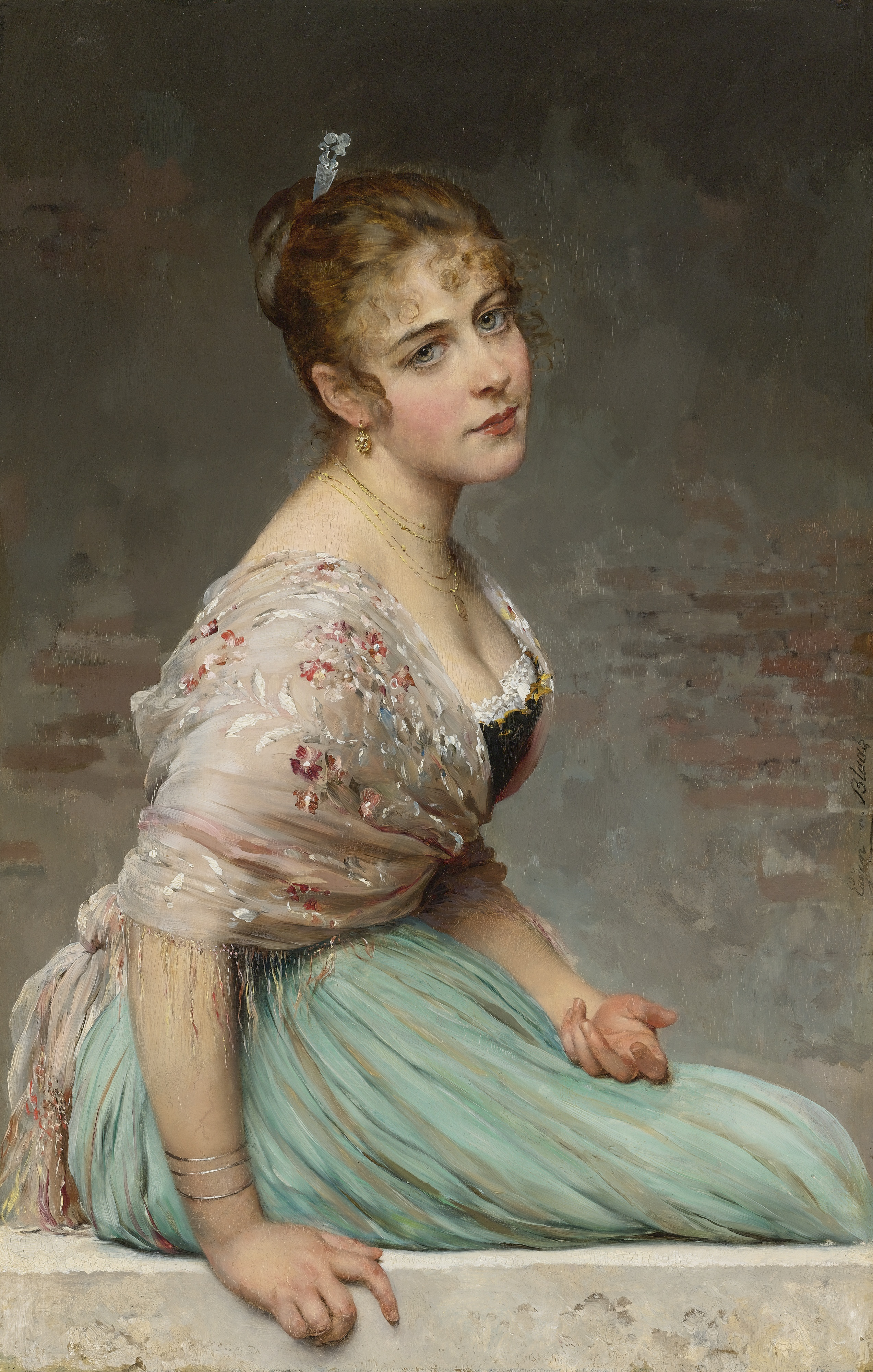
«Созерцание». С картины художника Эжена де Блааса. 1893

Созерца́ние — способ познавательной деятельности, реализующийся как непосредственное отношение сознания к предмету.
Термин получил категориальный статус в кантианстве, где его прототипом послужило слово нем. Anschauung, то есть «наглядное представление» (корень нем. schau: шау), неопосредованный мышлением акт познания.

## История понятия
В истории философии его аналогом было понятие интуиции. Словом созерцание часто переводят слово греч. θεωρία, означающее умозрение или «сосредоточение души на надумных тайнах» (Феофан Затворник), а также англ. contemplation, под которым понимается состояние после получения информации, когда происходит эффект остановки мысли, «одномоментное схватывание» и инсайт. При переводах классических текстов родилось понятие «созерцательная жизнь» (лат. vita contemplativa), противоположное по смыслу «деятельной жизни» (лат. vita activa).

## Кантианское понимание
Кант сохраняет и переосмысливает противоположность созерцательного (теоретического) и практического (эмпирического). Созерцание уже не результат духовно-интеллектуальной практики, а её предпосылка-априори. Так априорными формами созерцания становятся пространство и время, поскольку они являются предпосылками любого возможного восприятия, так как каждый предмет уже воспринимается в пространстве и времени. Далее, созерцание противопоставляется логическому мышлению, поскольку до того, как разум начнёт сравнивать, классифицировать и анализировать предмет, этот предмет должен быть представлен сознанию как некоторая «дорефлексивная (дорефлективная)» целостность. Эта данность предмета сознанию прежде всякого осмысления и есть созерцание. Способность иметь созерцания Кант в Критике чистого разума называет чувственностью (Sinnlichkeit). Наряду с чистым созерцанием (reine Anschauung) существует и «чувственное (или эмпирическое) созерцание» (Sinnenanschauung или empirischen Anschauung), материей которого служат ощущения.
без созерцания всякое наше знание лишено объектов и остаётся в таком случае совершенно пустым
Для Канта понятия созерцания и представления часто представляются тождественными. Так пространство и время являются как формами созерцания, так и представлениями.

## После Канта
После Канта понятие созерцание активно использовал Гёте, под которым он понимал «уважительное наблюдение» природы, когда происходит взаимопроникновение сознания и феномена. На первом этапе созерцания в сознании формируются контуры образов (гештальты), на втором — собственно образы (нем. bild), а на третьем — мы постигаем значение образов.
Гегель определял созерцание как «непосредственное представление»
В марксизме созерцание является синонимом пассивного восприятия предметов:
«Главный недостаток всего предшествующего материализма — включая и фейербаховский — заключается в том, что предмет, действительность, чувственность берётся только в форме объекта, или в форме созерцания, а не как человеческая чувственная деятельность, практика, не субъективно» (Маркс К., см. Маркс К. и Энгельс Ф., Соч., 2 изд., т. 3, с. 1).
В феноменологии Гуссерля созерцание воспринимается как интенциональность, то есть направленность на предмет.

## В религии
Созерцание является важнейшим элементом буддизма.